# 지바현 제11구
지바현 11구(일본어: 千葉県第11区)는 일본의 중의원 선거구이다. 1994년 일본 공직선거법 개정으로 신설되었다.

## 지역
- 모바라시
- 도가네시
- 가쓰우라시
- 이스미시
- 산무시
- 오아미시라사토시
- 산부군
  - 요코시바히카리정 (구 요코시바 정 일대)
  - 시바야마정
  - 구주쿠리정
- 조세이군
- 이스미군

## 역대 국회의원
- 모리 에이스케(소속 정당: 자유민주당, 임기: 1996년 ~ 현재)